# Awaous guamensis
Awaous guamensis és una espècie de peix de la família dels gòbids i de l'ordre dels perciformes.

## Morfologia
Els mascles poden assolir els 24,5 cm de longitud total.

## Distribució geogràfica
Es troba des de les Illes Mariannes i les Hawaii fins a Vanuatu, Nova Caledònia i Fidji.